# Epictia clinorostris
Epictia clinorostris — вид змій родини струнких сліпунів (Leptotyphlopidae). Ендемік Бразилії.

## Поширення і екологія
Epictia clinorostris відомі з двох місцевостей, розташованих в центральній Бразилії — в муніципалітеті Барра-ду-Гарсас в штаті Мату-Гросу та в муніципалітеті Аруанан в штаті Гояс. Вони живуть в галерейних лісах, оточених саванами серрадо.

## Збереження
МСОП класифікує цей вид як вразливий. Epictia clinorostris загрожує знищення природного середовища.